# Tidningsformat

Jämförelse av några vanliga tidnings- och pappersformat.

Ystads Allehanda i Broadsheet-format 1980.

Tidningar trycks i olika tidningsformat. Vid tryckningen får man först ut arken i råformat som oftast skärs ned till formatstorleken man önskar. 
Fram till 1990-talet fanns en klar formatgräns mellan morgon- och kvällspressen, men idag trycks nära nog samtliga nyhetstidningar i Sverige  i tabloidformat. Tidigare använde morgonpressen stora format som var ett resultat av en skattereform i Storbritannien på 1700-talet, där beskattningen ökade linjärt med antalet sidor tidningarna hade. Formatet Berliner är från kejsartidens tyska postväsende, som bestämde formatet för landets tidningar. Halvberliner är lämpat för ovikta brevlådeförsändelser.

## Övergång till tabloid
Sedan mitten av 1990-talet har många dagstidningar gått ifrån de större formaten fullformat till tabloidformat, tidigare huvudsakligen använt av kvällstidningar som då ofta refererades till som just tabloidpressen.
Den första av de större morgontidningarna att byta format från fullformat till tabloid var Svenska Dagbladet, vilken snart följdes av andra morgontidningar såsom Dagens Nyheter och Göteborgs-Posten. Tabloidformatets lättlästhet och folks ändrade läsvanor framfördes som argument för omformateringen av morgonpressen.
Jönköpings-Posten gav ut sina sista tidning i fullformat den 6 november 2013 och gick sedan över till tabloidformat. Tidningen var den sista etablerade dagstidningen i Sverige att lämna fullformatet.

## Exempel på vanliga tidningsformat

### Storformat
- Fullformat eller storformat är 385–410 x 560 mm och användes fram till början av 2000-talet av de stora morgontidningarna.[4]

- Broadsheet är inget exakt format, utan kan variera mellan olika tryckerier. Det är i regel en variant av fullformat, ofta som 385 x 560 mm med en tryckyta på (360 mm + 12 mm bunt) x 524 mm.

### Halvformat
- Tabloidformat eller halvformat[4] är inget exakt format, utan kan variera mellan olika tryckerier. Exempel på tabloidformat är 280 x 385 mm med en tryckyta på (252 mm + 10 mm bunt) x 360 mm.

- Minimagasin, falsad tabloid, det vill säga tabloidformat vikt på mitten. Formatexempel: Renskuret: 188 x 260 mm. Utfallande: 175 x 255 mm. I bunten finns en limsträng på cirka 1–2 mm. Klamring kan också förekomma 18 mm.

- Minitabloid, en skuren tabloid, där råformatet 280 x 385 mm har skurits ned till vanligtvis 250 x 350 mm.

- Berlinerformat refererar till ett sexspaltigt tabloidformat (till skillnad från normalt[förtydliga] femspaltiga). Vanligt format är 315 x 470–490 mm. Limhäftas.

- Halvberliner, 235 x 315 mm. Det minsta dagstidningsformatet. Klammerhäftas.

### Magasin
- Magasinformat. Det vanligaste formatet på exempelvis fack- och specialtidningar är 190–225 x 280–300 mm. Det liknar standardiserade pärmpappersformat som A4 och US Letter.